# Thematisches Programm
Ein thematisches Programm ist ein von der Politik festgelegter Ablauf von Tätigkeiten bezüglich einer bestimmten Aufgabenstellung. Die Europäische Kommission hat im August 2005 in einer Mitteilung über Maßnahmen im Außenbereich im Rahmen der Finanziellen Vorschau (KOM(2005) 324) endgültig sieben thematische Programme mit globaler Ausrichtung vorgeschlagen, um bestimmte politische Ziele der Europäischen Union verwirklichen zu können:
1. weltweite Förderung der Demokratie und Menschenrechte
2. Förderung der menschlichen und sozialen Entwicklung
3. Förderung des Umweltschutzes und der nachhaltigen Bewirtschaftung natürlicher Ressourcen einschließlich Energie
4. Unterstützung von zivilgesellschaftlichen Organisationen und anderen nichtstaatlichen Akteuren aus der EU und deren Partnerländern im Bereich der Entwicklungstätigkeit
5. Förderung der Ernährungssicherheit
6. Schaffung günstigerer Rahmenbedingungen für die Pflege und den weiteren Ausbau von bilateralen Beziehungen zwischen der EU und politischen Partnern sowie Handelspartnern
7. finanzielle und technische Unterstützung von Ländern und Regionen bei der Migrations- und Asylproblematik